# 釜山広域市民俗文化財
釜山広域市民俗文化財（プサンこういきし みんぞくぶんかざい）は、大韓民国の文化遺産保護制度で、市道指定文化財の一つ。「衣食住・生業・信仰・年中行事などに関する風俗・慣習と、それに使用される衣服・器具・家屋などで国民生活の推移を理解するのに不可欠なもの」であり、かつ上位の国家指定文化財に指定されていないものを対象として釜山市が条例により指定する。旧名は「釜山広域市民俗資料」であり、2011年2月5日に全文改正された文化財保護法（法律第10000号）が施行され、現在の名称になる。

## 釜山広域市民俗文化財一覧
| 番号    | 登録名             | 所在地   | 管理者             |
| ------- | ------------------ | -------- | ------------------ |
| 第001号 | 皇室祝願荘厳繍     | 金井区   | 梵魚寺             |
| 第002号 | 多大僉使営甲冑     | 東莱区   | 忠烈祠管理事務所   |
| 第003号 | 東莱営甲冑         | 東莱区   | 忠烈祠管理事務所   |
| 第004号 | 東莱営具軍服       | 東莱区   | 忠烈祠管理事務所   |
| 第005号 | 長安寺輦           | 機張郡   | 長安寺             |
| 第006号 | 萇山麻姑堂・天祭壇 | 海雲台区 | 萇山神堂保存委員会 |